# Bursa
Bursa je čtvrté nejlidnatější město v Turecku, je hlavním městem stejnojmenné provincie. Ve městě žije přibližně 2,90 milionu obyvatel. Ve městě žije velký počet imigrantů z Bulharska[zdroj?] a přistěhovalců z jiných částí země.

## Historie
První zmínka o městě, tehdy ještě s názvem Cius je z doby vlády krále Filipa V. Makedonského, z roku 202 př. n. l. ; kdy král daroval město králi tehdejší Bithýnie, Prusiovi I. Město bylo pojmenováno po něm, a název se zkomolil časem na Bursa.
V době Osmanské říše se stalo město v k. 1326 - 1365 i jejím sídlem. Přestože po dobytí Edirne (Hadrianopolis) ztratilo postavení hlavního města, pořád bylo kulturně významným městem. Také bylo centrem Súfijců.

## Průmysl
Bursa je to centrum tureckého automobilového průmyslu, své továrny tady mají automobilky Renault a FIAT. Dále zde je velká továrna značky Bosch.

## Turistika a kulturní památky

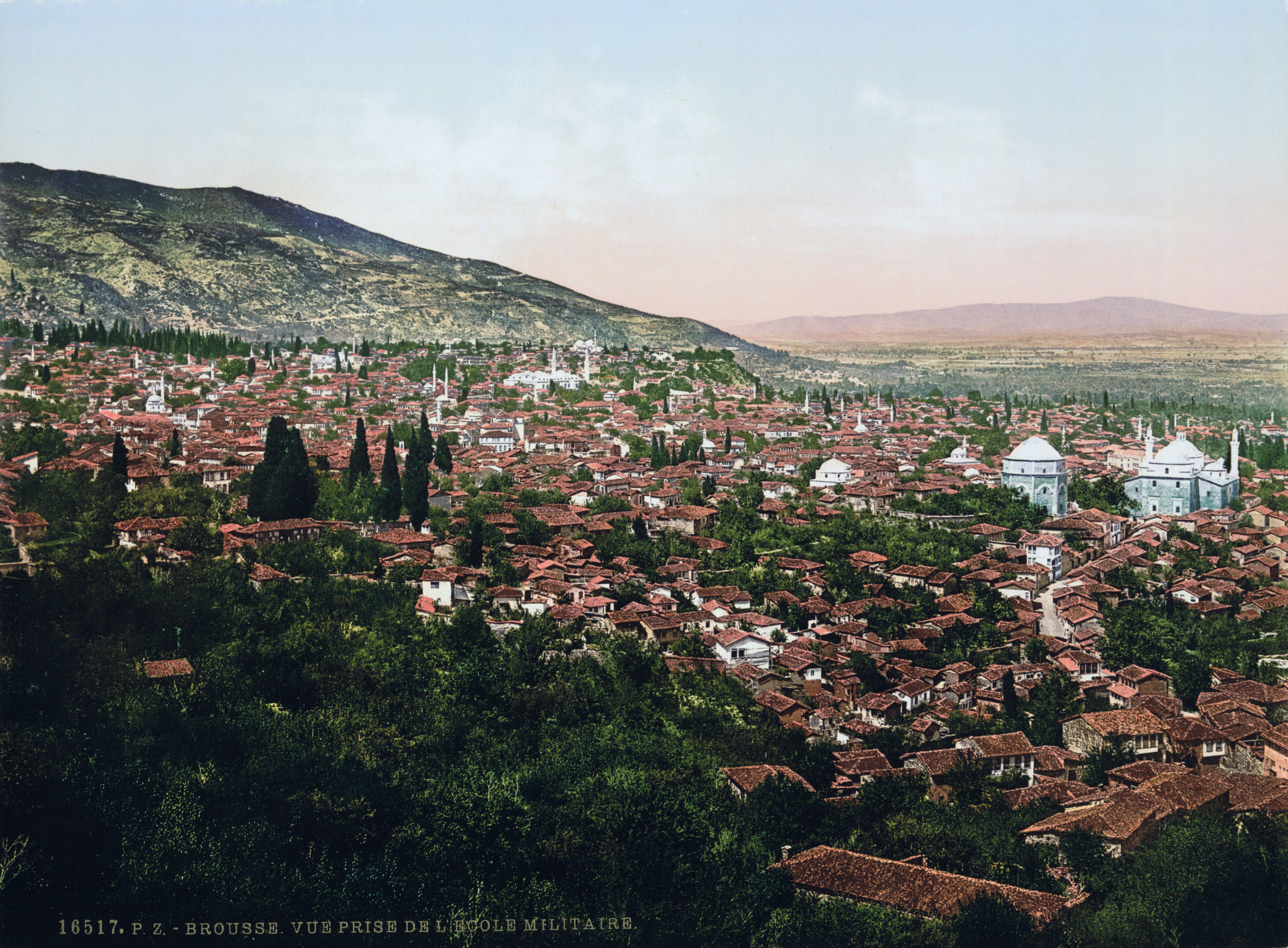
Bursa v roce 1890

Město není turisty příliš vyhledávané. Oblíbená jsou především lyžařská letoviska v okolních horách (Uludağ) a mauzoleum tureckých sultánů, muzeum města. Přímo ve středu města na kopci je rozhledna. Historické centrum je velmi malé, zahrnuje velký orientální bazar a dvě velké historické mešity (Velká mešita – turecky Ulu Camii) a řada menších novějších. Památkově chráněný je např. Rýžový han (turecky Pirinç Han) a několik dalších hanů v jeho blízkosti.
Ve městě se nachází také zoologická zahrada (Soğanlı Zoo).

## Vysoká škola
Univerzita Uludag je jedním z největších vysokoškolských kampusů. Kampus je od středu města vzdálen asi hodinu cesty místní autobusovou linkou a má dokonce i svoji ochranku a nemocnici. V kampusu je kolem 40 000 studentů na přísně střežených oddělených (muži/ženy) kolejích. Fakult je velmi mnoho.

## Gastronomie
Bursa je známá svými originálními pochoutkami. Jídlo zvané iskender pochází právě odsud. Jde o kebab se smaženým chlebem a jogurtem. Na každém rohu jsou k sehnání chutné grilované kaštany.

## Doprava
Bursa je napojena na tureckou dálniční síť (O 5 a O 22). Některé dálnice v podobě silničních průtahů zasahují i do samotné Bursy. Výhledově sem má vést i vysokorychlostní železnice.
Ve městě samotném je v provozu tramvajová doprava a také metro. Na jihovýchodním okraji města se nachází lanové dráhy do místních hor.

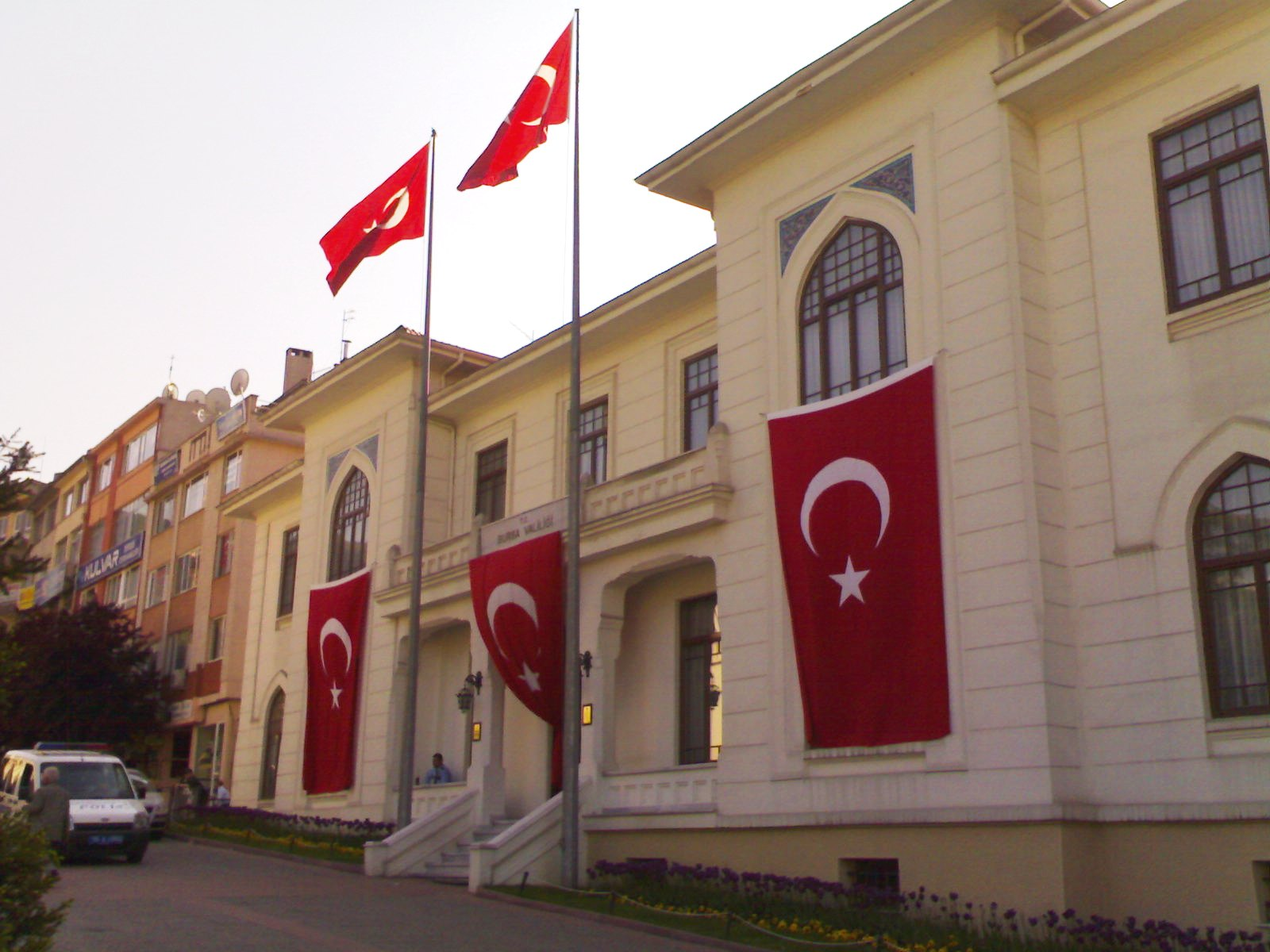
Radnice
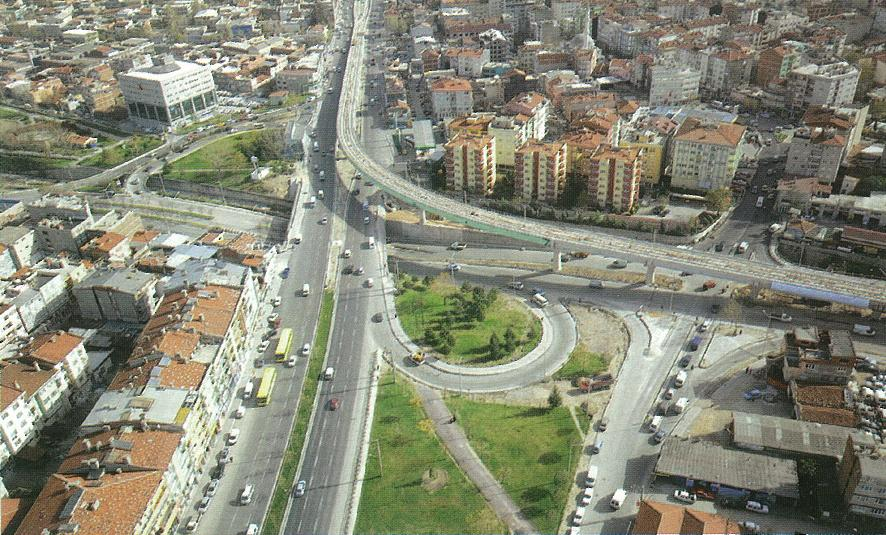
Letecký pohled
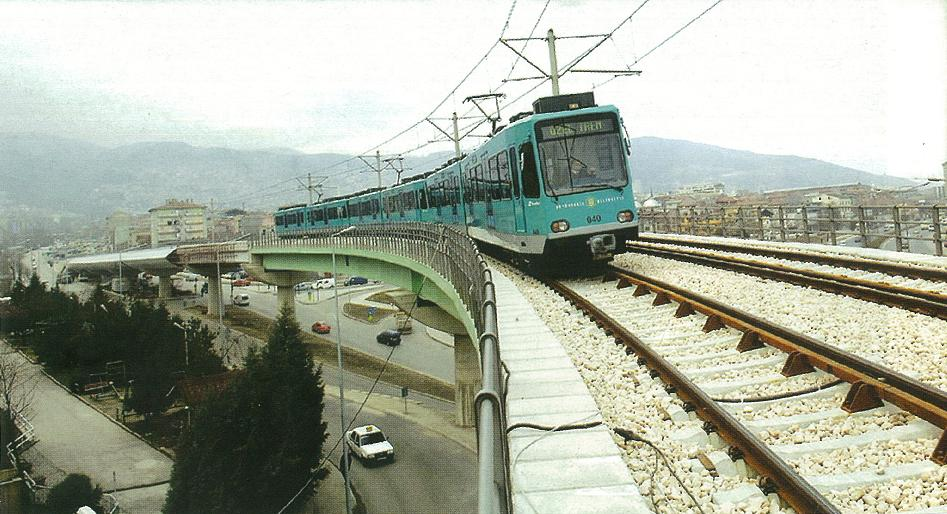
Bursaray
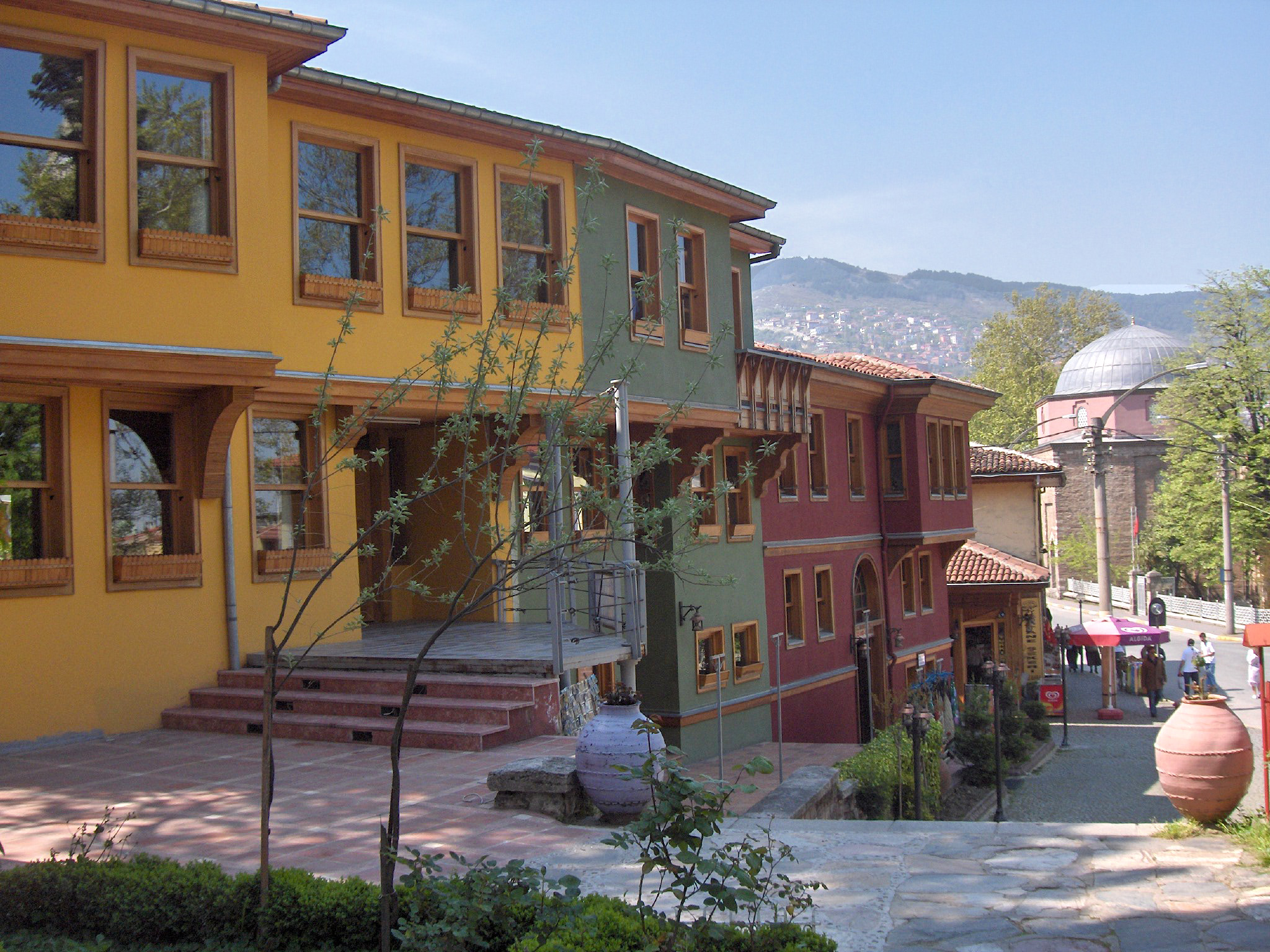
Cumhuriyet caddesi
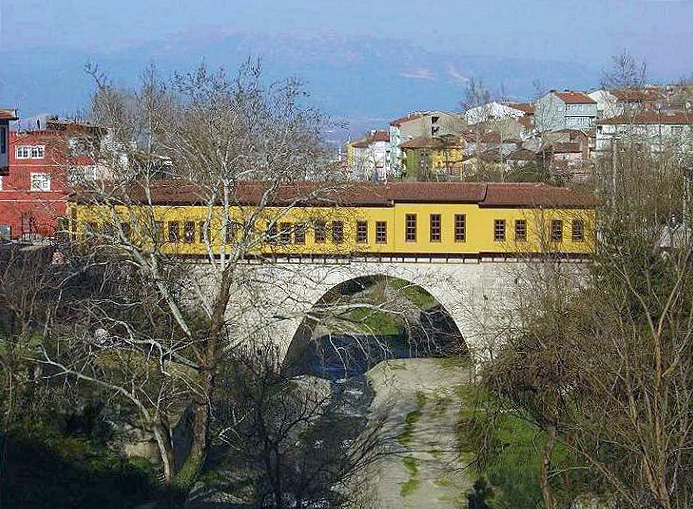
Most Irgandi
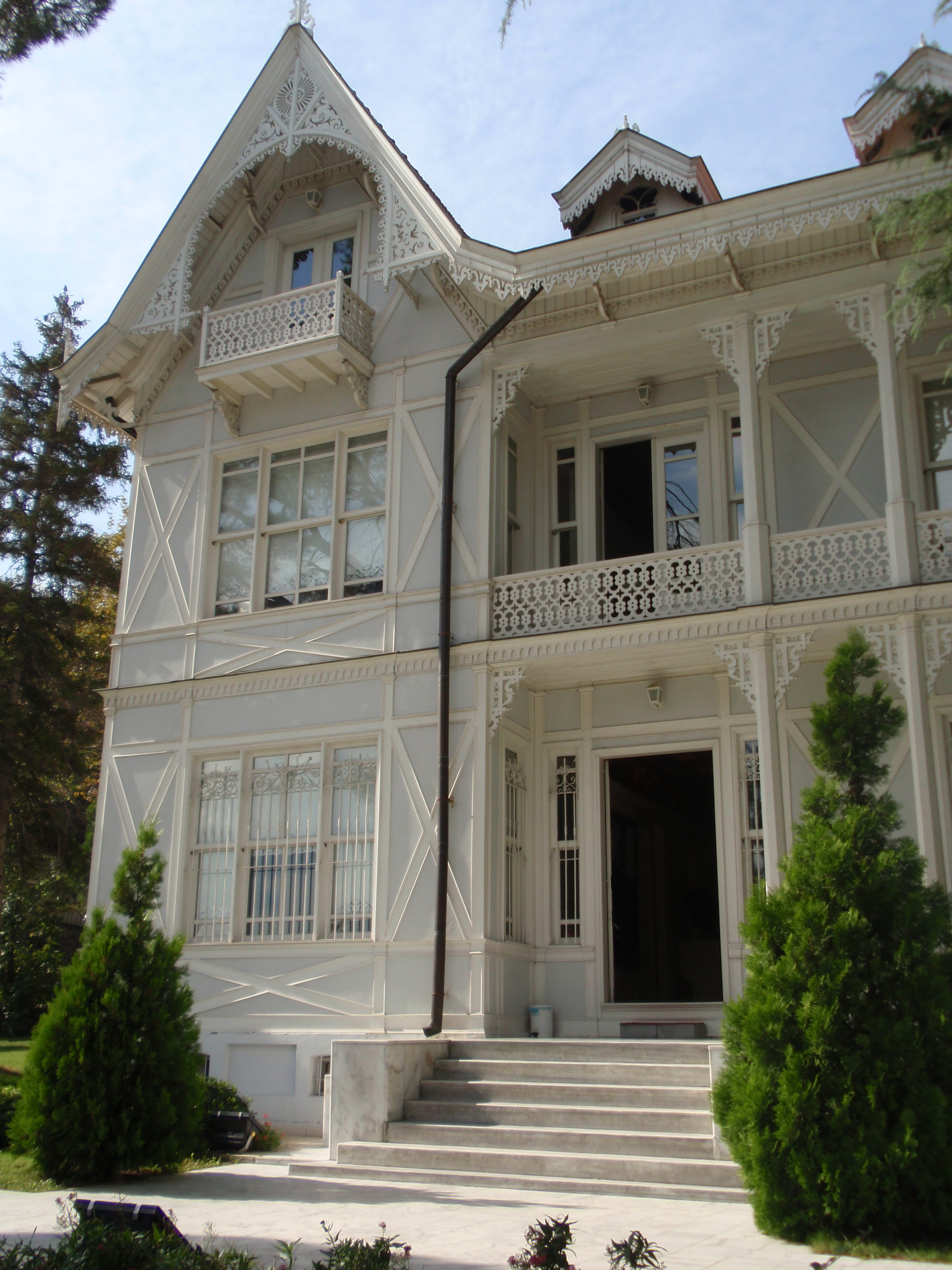
Atatürkovo museum
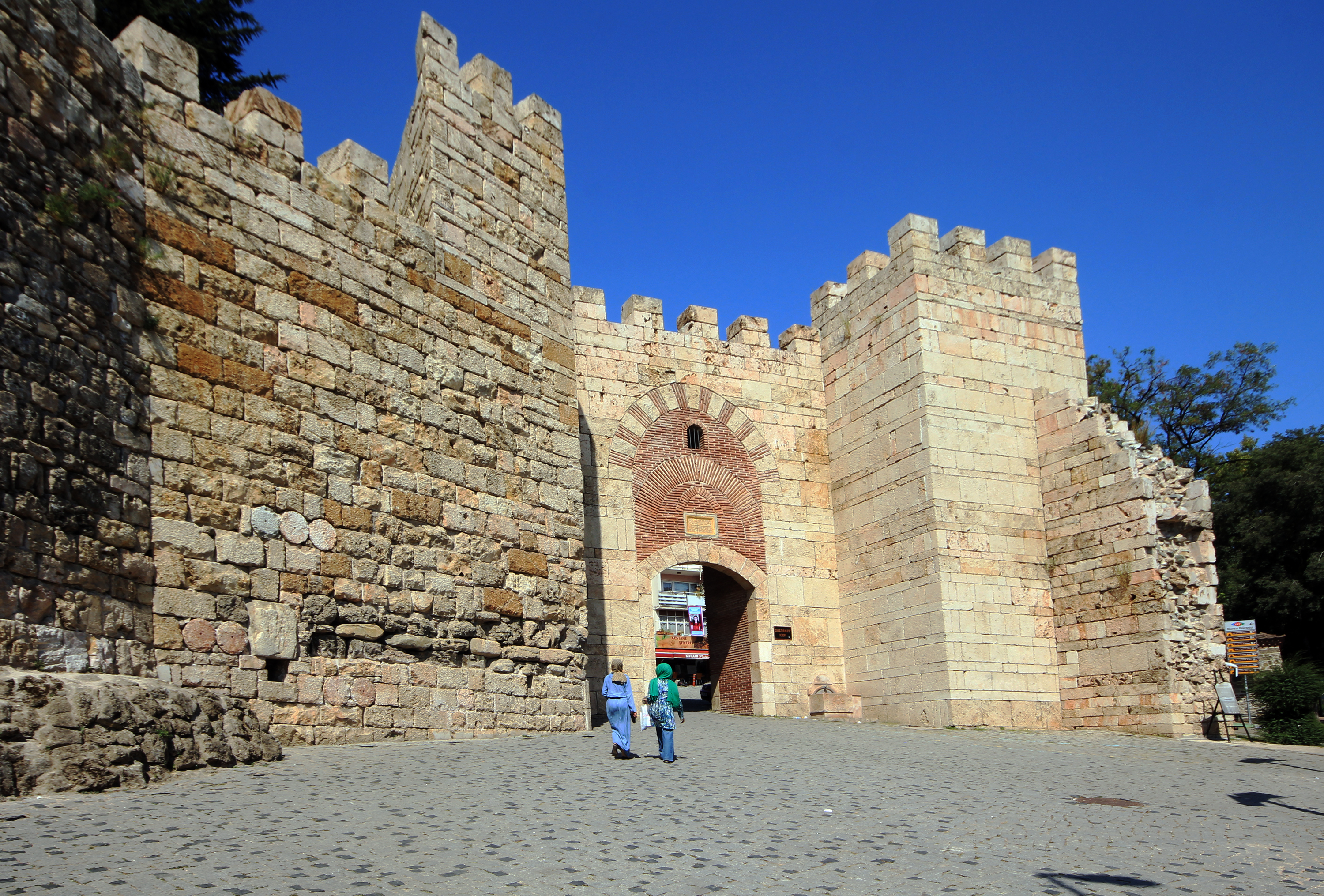
Hrad
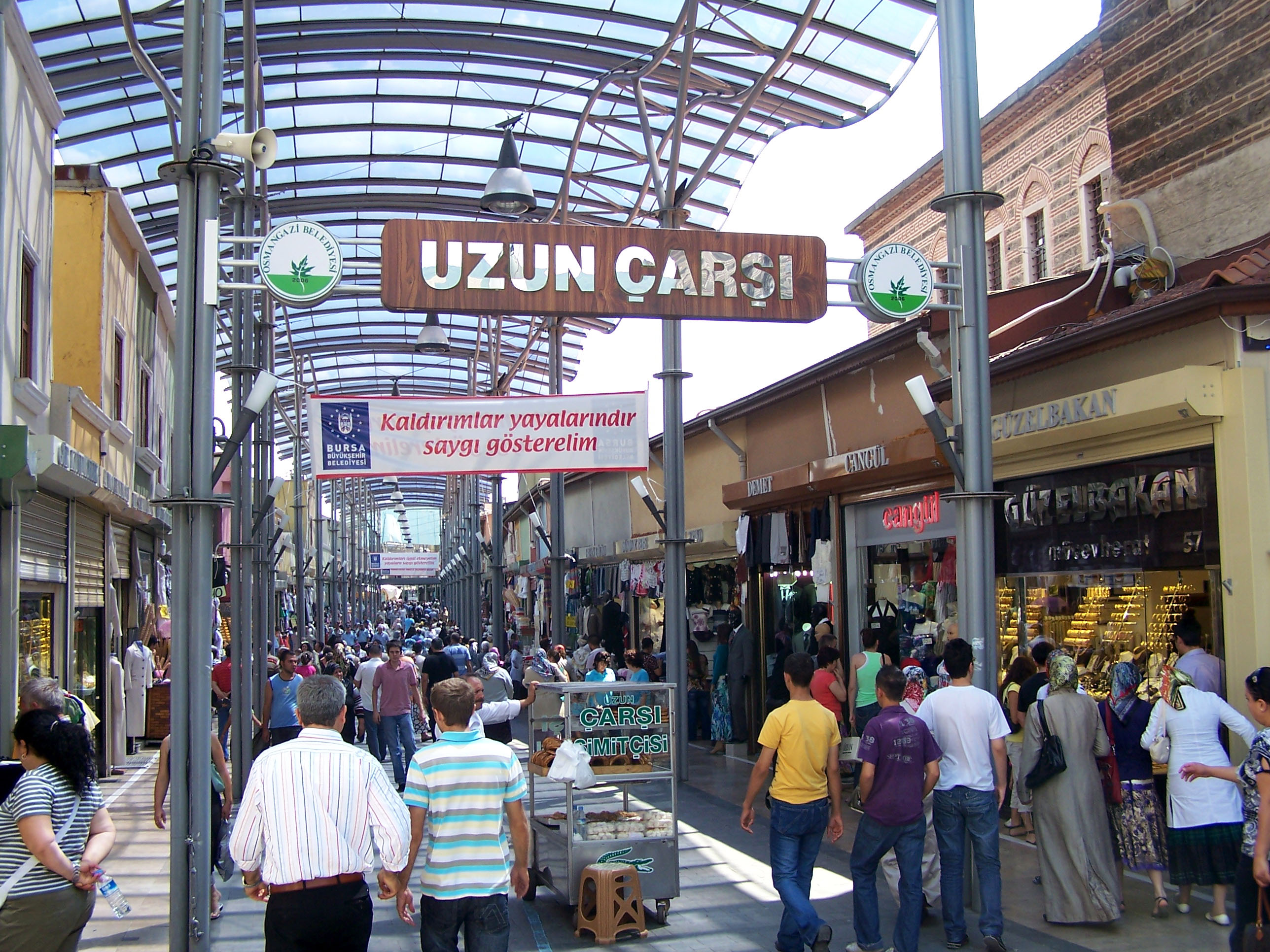
Bursa uzun çarşı (dlouhý bazar)
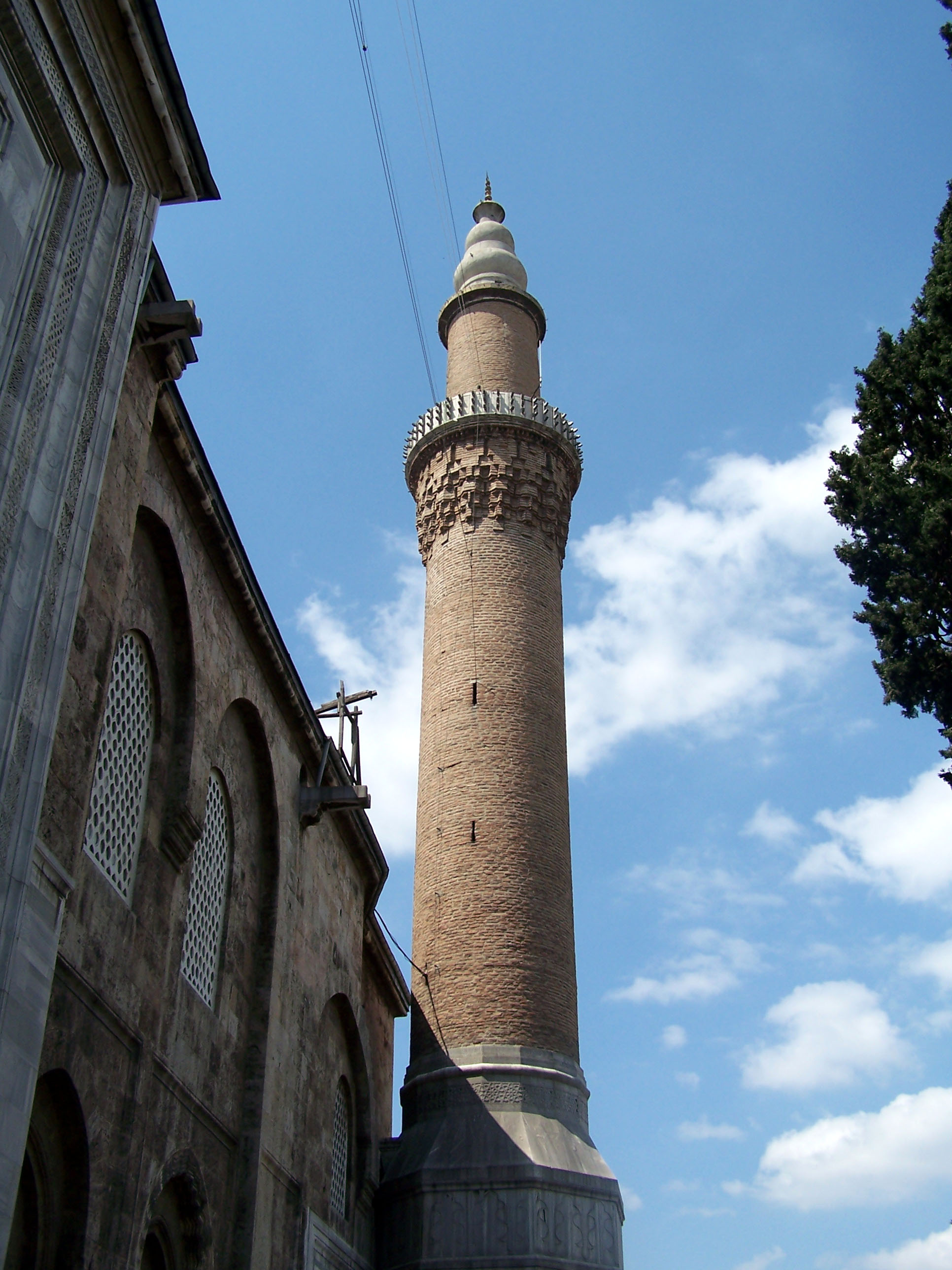
Minaret mešity
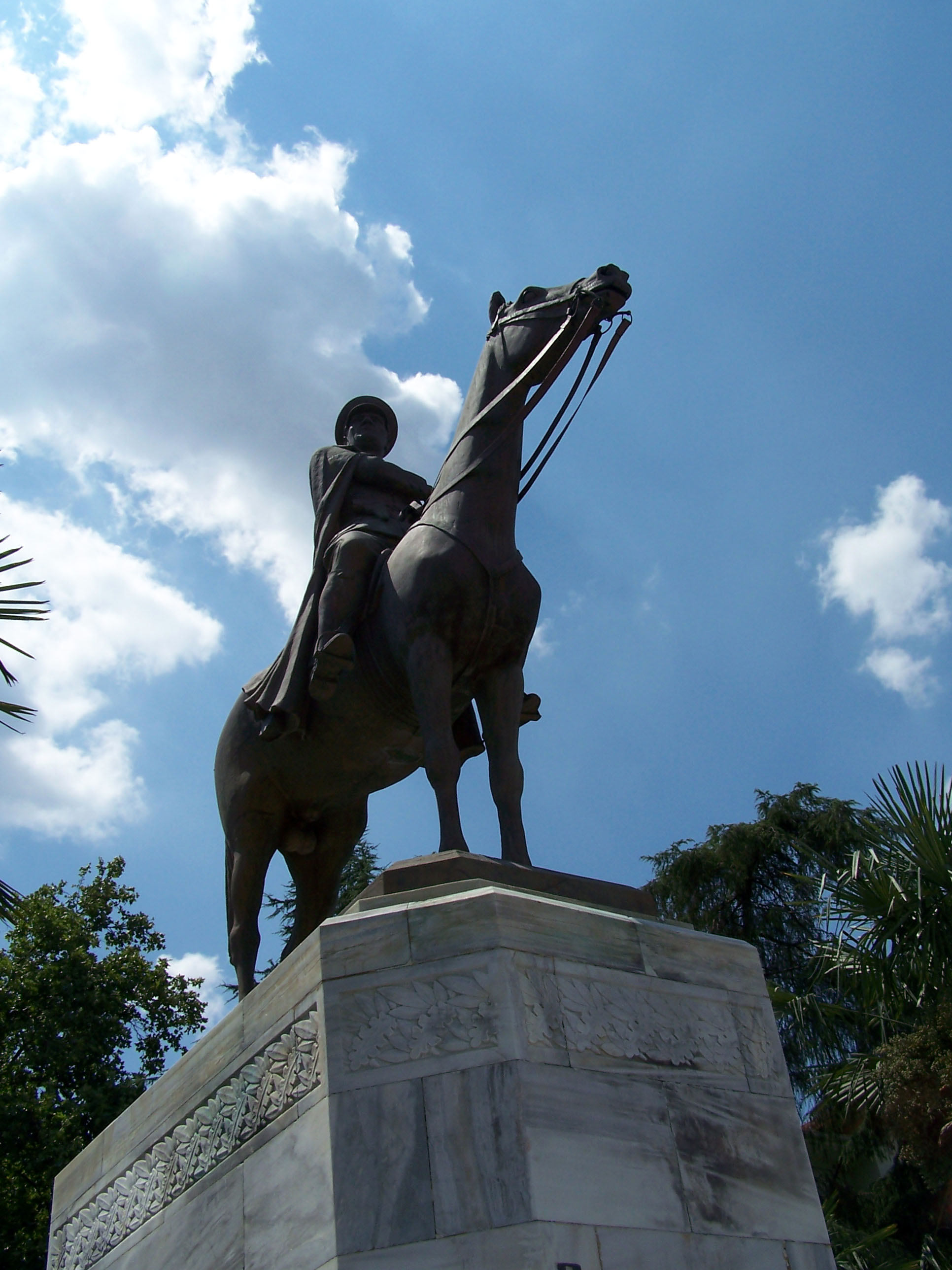
Socha Atatürka
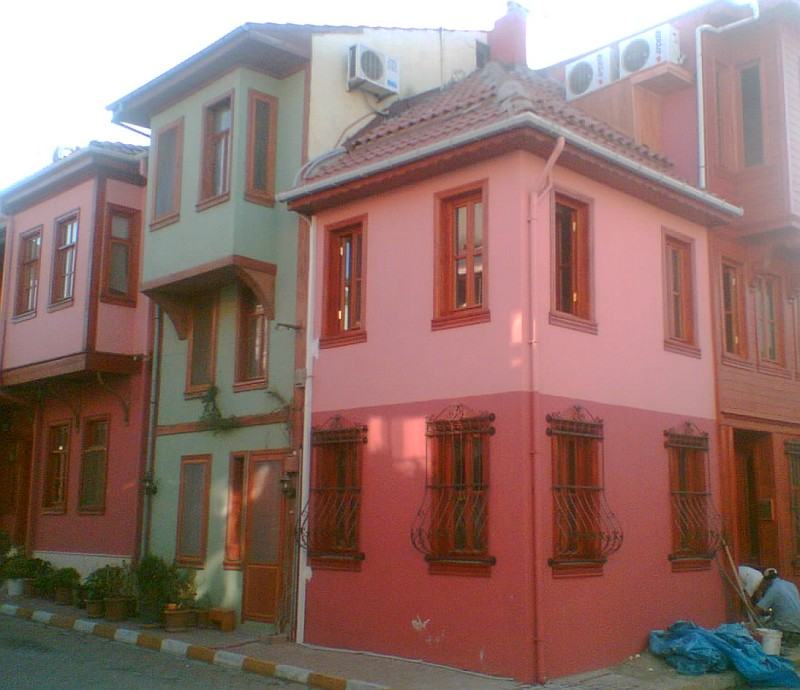
Mudanya
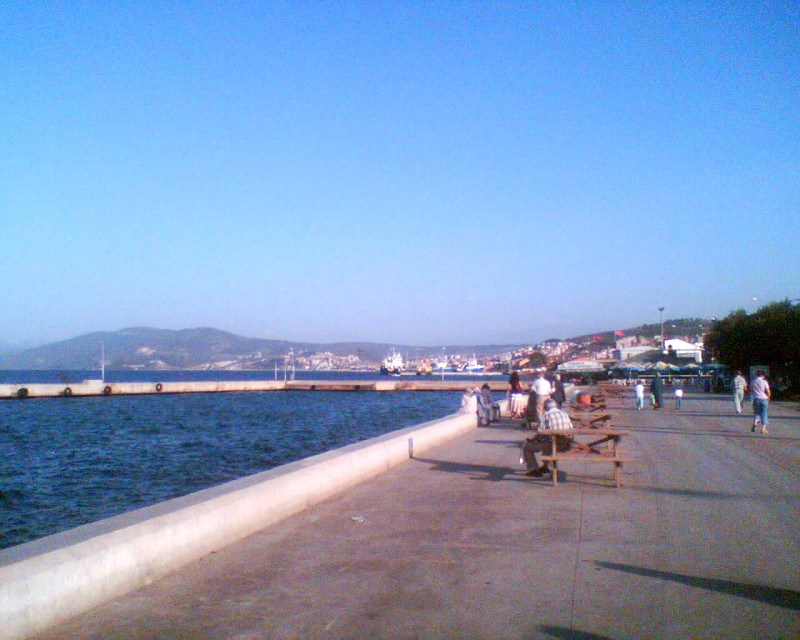
Mudanya
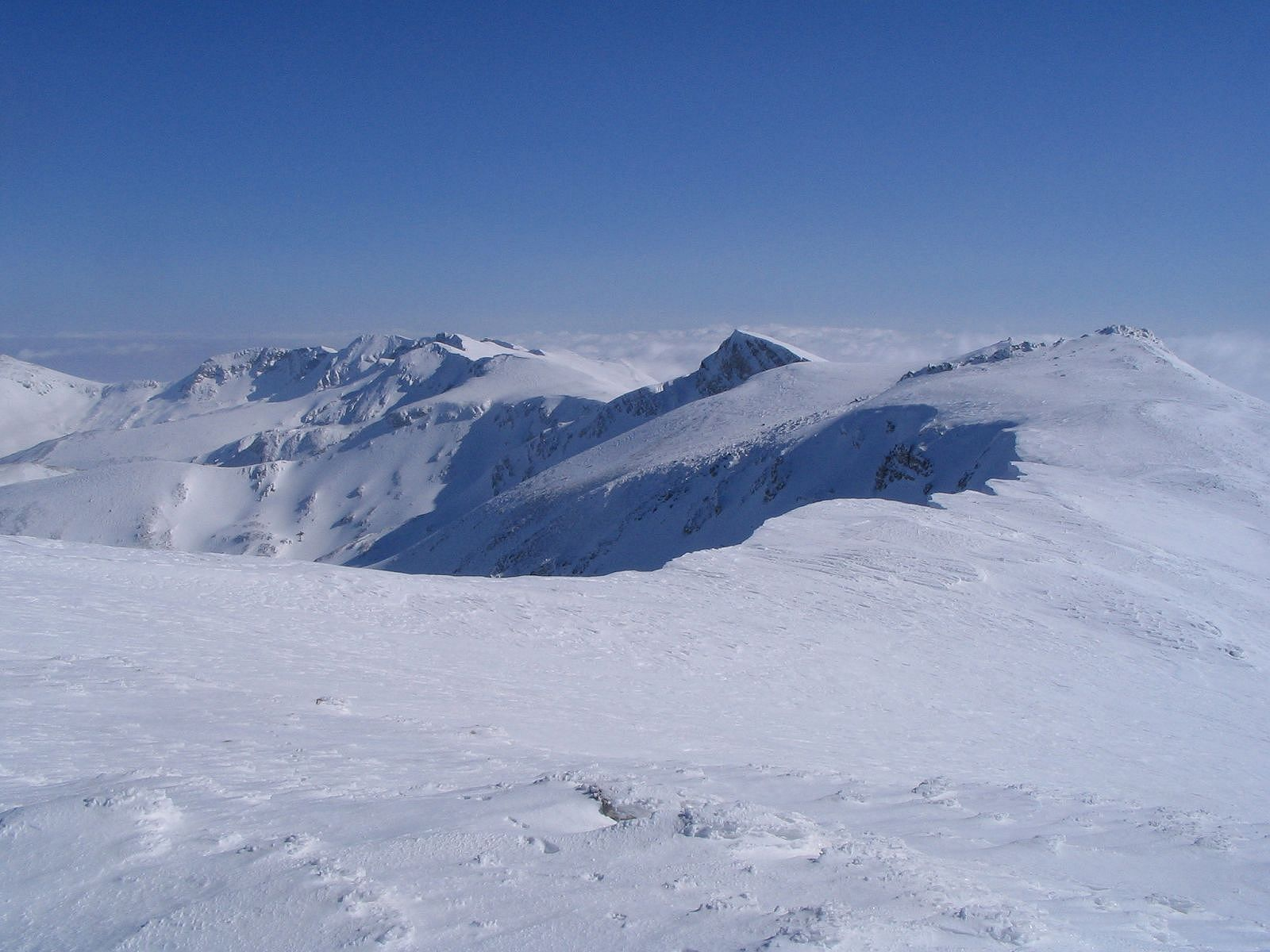
Uludağ
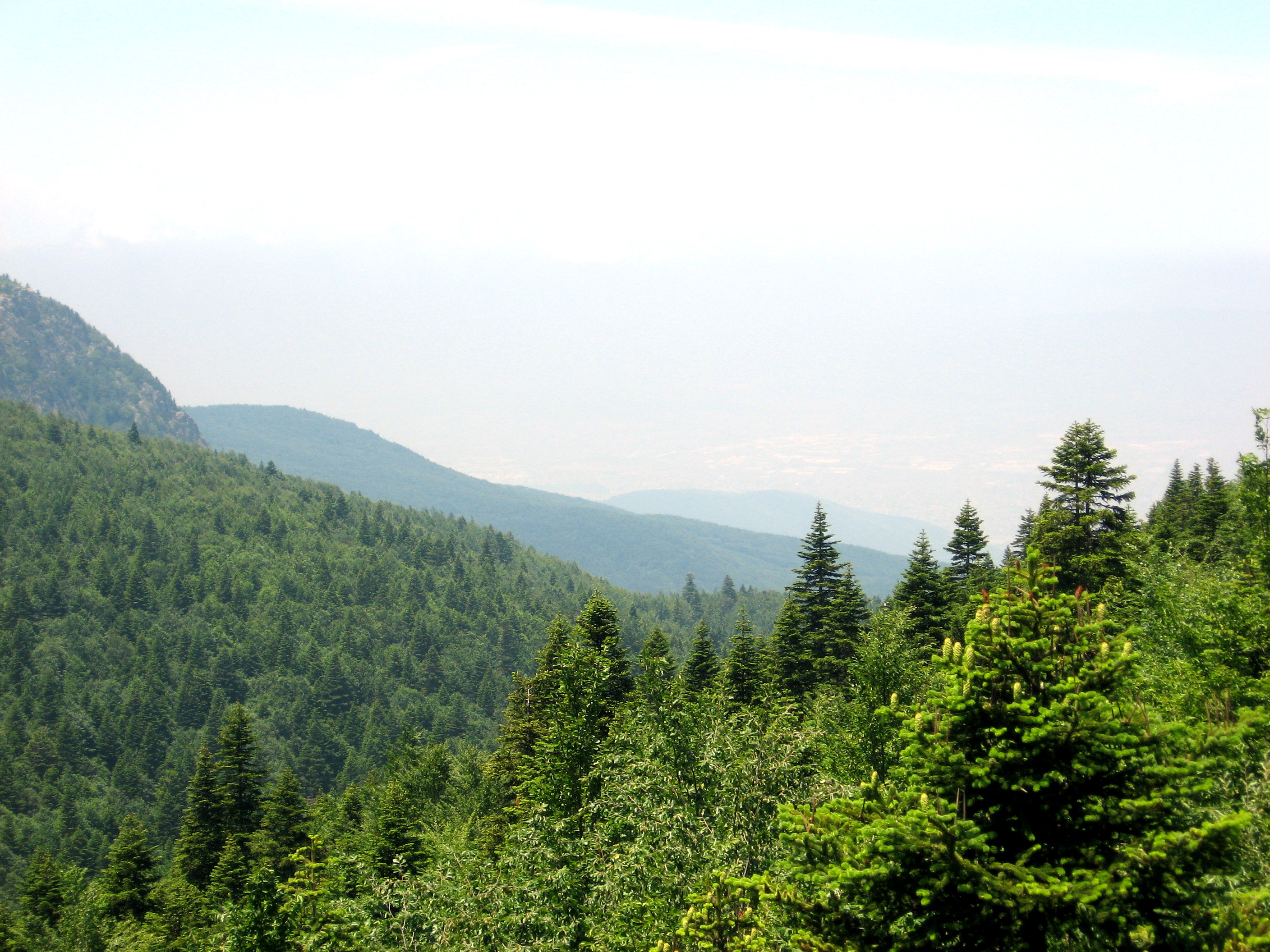
Uludağ v létě
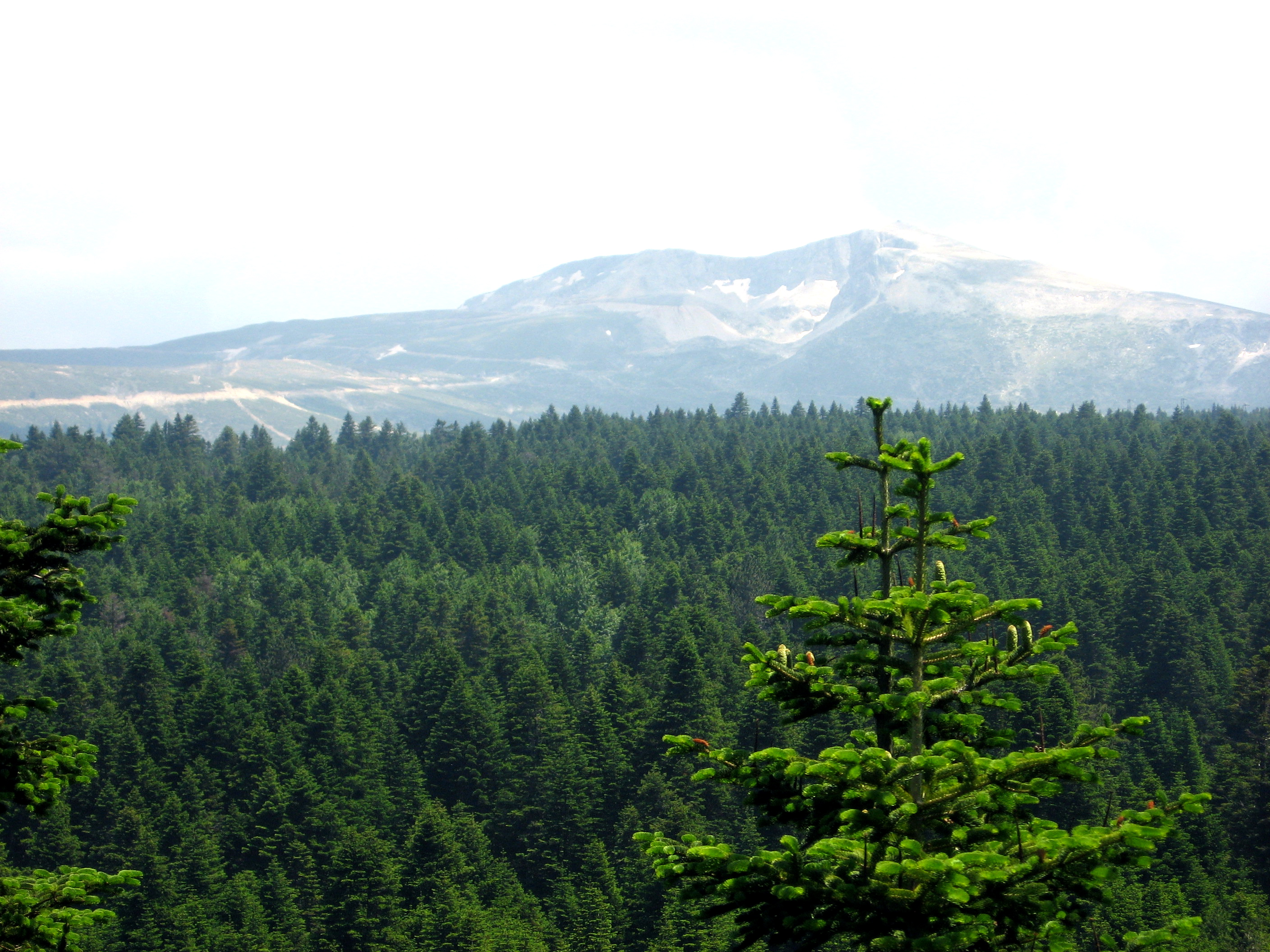
Uludağ

## Partnerská města
- An-šan, Čína (1991)
- Bitola, Severní Makedonie (1996)
- Darmstadt, Německo (1971)
- Ceadîr-Lunga, Moldavsko (1997)
- Denizli, Turecko (1988)
- Kajruván, Tunisko (1987)
- Kars, Turecko
- Košice, Slovensko (2000)
- Kyzylorda, Kazachstán (1997)
- Kulmbach, Německo (1998)
- Muaskar, Alžírsko (1998)
- Multán, Pákistán (1975)
- Oulu, Finsko (1978)
- Pleven, Bulharsko (1998)
- Plovdiv, Bulharsko (1998)
- Priština, Kosovo
- Rabat, Maroko (2010)
- Sarajevo, Bosna a Hercegovina (1979)
- Severní Kjongsang, Jižní Korea (2011)
- Severní Nikósie, Severní Kypr (1990)
- Sofie, Bulharsko
- Tiffin, USA (1983)
- Tirana, Albánie (1998)
- Van, Turecko (2008)
- Vinnycja, Ukrajina (2004)